# Comité de Salud Pública de Málaga
El Comité de Salud pública de Málaga fue un organismo revolucionario surgido tras el golpe de Estado que dio paso a la guerra civil de predominio anarquista y con presencia del resto de organizaciones del Frente Popular. Este ente se encargó de administrar en todos los órdenes políticos y sociales hasta que la ciudad cayó en febrero de 1937 en el contexto de la Revolución Española.

## Historia
Tras el golpe de Estado del 19 de julio en Málaga se imponen los sindicatos y partidos obreros. En un principio se constituyó un comité de defensa CNT-UGT, pero a los pocos días se llega a un acuerdo con los partidos de izquierdas para crear el Comité de Salud Pública. En el comité quedarán representadas todas las organizaciones: CNT, UGT, Izquierda Republicana, JSU, PC, PSOE, FIJL y la FAI, aunque, por su implantación será la CNT quien lo dirija principalmente.
Durante el periodo de tiempo que estuvo activo gestionó las milicias, creó un tribunal popular para juzgar los delitos miliares y creó patrullas de control, entre otras acciones. Su gestión se vio gravemente limitada por el aislamiento al que sometió el gobierno central y a la escasa coordinación que se dio entre los comités aledaños.
Una vez conquistada Málaga por las tropas franquistas el comité desaparece.